# Citheronula sonyae
Citheronula sonyae är en fjärilsart som beskrevs av Breyer. Citheronula sonyae ingår i släktet Citheronula och familjen påfågelsspinnare. Inga underarter finns listade i Catalogue of Life.